# Rheintal-Weg

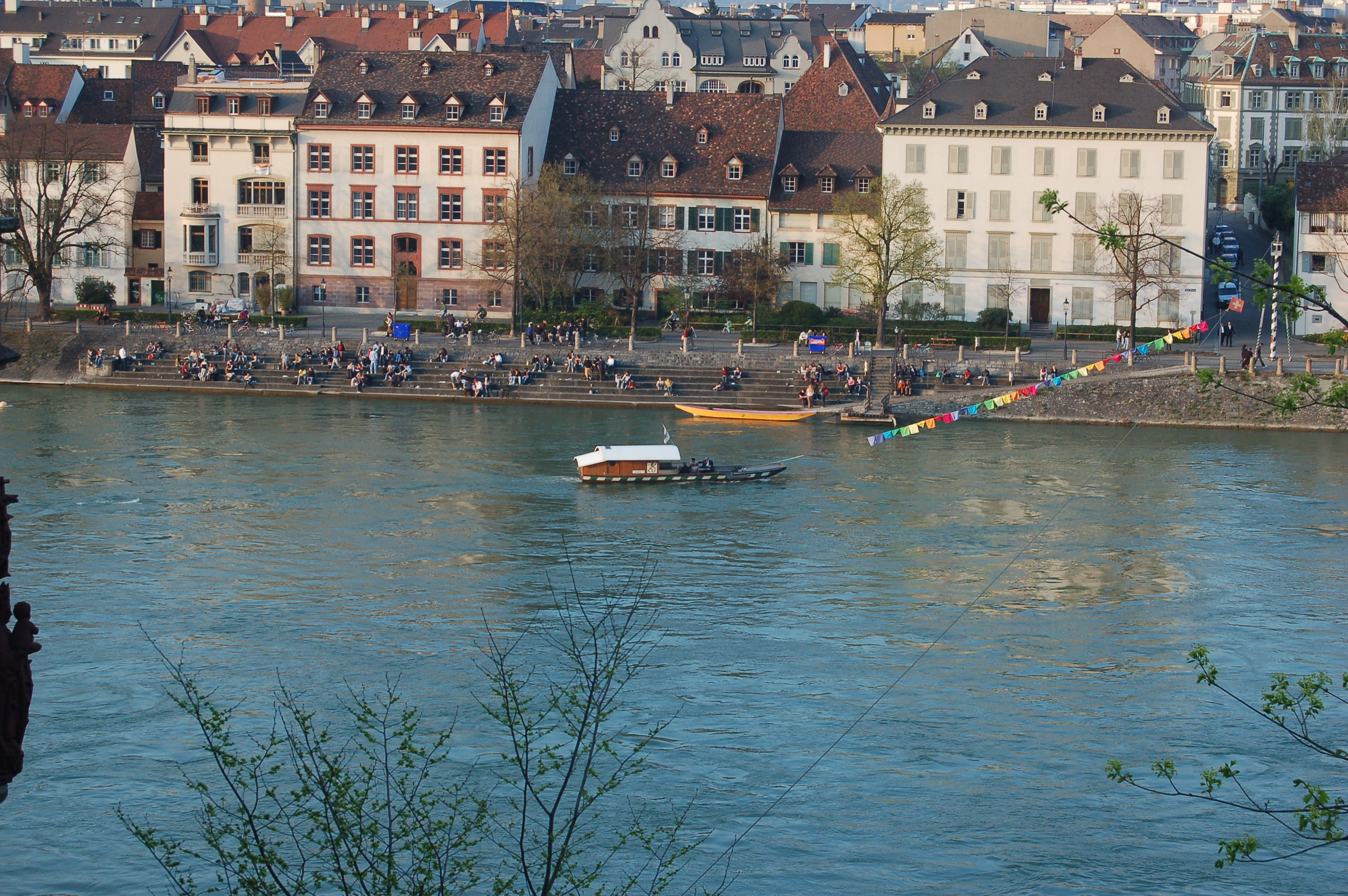
Die Basler Münsterfähre "Leu"

Der Rheintal-Weg war ein rund 520 Kilometer langer Radfernweg zwischen Konstanz am Bodensee in Baden-Württemberg und Heppenheim in Hessen. Ende 2021 wurde der Rheintal-Weg aus dem Landesradfernwege-Netz von Baden-Württemberg gestrichen und mittlerweile wurden auch die meisten Schilder entfernt. Im südlichen Abschnitt zwischen Konstanz und Breisach war der Weg identisch mit dem rechtsrheinischen Rheinradweg und am Oberrhein wurde der Weg teilweise durch den neuen Badischen Weinradweg oder Paneuropa-Radweg ersetzt.

## Abschnitte

### 1: Hochrhein-Hotzenwald-Weg
Von Konstanz nach Lörrach auf dem Hochrhein-Hotzenwald-Weg 165 km
- Konstanz
- Stein am Rhein
- Schaffhausen
- Bad Säckingen
- Weil am Rhein

### 2: Oberrhein-Kaiserstuhl-Weg
Von Lörrach nach Breisach auf dem Oberrhein-Kaiserstuhl-Weg 65 km
- Neuenburg am Rhein
- Breisach

### 3: Oberrhein-Kaiserstuhl-Weg / Breisgau-Weg
Von Breisach nach Herbolzheim auf dem Oberrhein-Kaiserstuhl-Weg (Ostroute 63 km) oder dem Breisgau-Weg (Westroute 38 km)
- Freiburg im Breisgau (Ostroute)
- Sasbach
- Herbolzheim

### 4: Ortenau-Weg
Von Herbolzheim nach Ettlingen auf dem Ortenau-Weg 125 km
- Offenburg
- Appenweier
- Lichtenau
- Rastatt
- Ettlingen

### 5: Bergstraße-Rhein-Weg
Von Ettlingen nach Heppenheim auf dem Bergstraße-Rhein-Weg 110 km
- Durlach
- Bruchsal
- Walldorf
- Heidelberg
- Mannheim
- Heppenheim

## Fortführung
In Hessen wurde der Rheintalweg in Heppenheim als Hessischer Radfernweg R8: Westerwald – Taunus – Bergstraße fortgeführt.
Bereits ab Heidelberg verlief der Weg größtenteils auf gleicher Strecke wie der Radweg „Radroute Die Bergstraße“ über Heppenheim nach Darmstadt.